# Araneus obscurissimus
Araneus obscurissimus är en spindelart som beskrevs av Lodovico di Caporiacco 1934. Araneus obscurissimus ingår i släktet Araneus och familjen hjulspindlar. Inga underarter finns listade i Catalogue of Life.